# Dunham Massey
Dunham Massey är en civil parish i Storbritannien.   Den ligger i distriktet Trafford i Greater Manchester i riksdelen England, i den centrala delen av landet, 260 km nordväst om huvudstaden London. Antalet invånare är 475.